# Aldisa albomarginata
Aldisa albomarginata är en snäckart som beskrevs av Sandra V. Millen 1984. Aldisa albomarginata ingår i släktet Aldisa och familjen Aldisidae. Inga underarter finns listade i Catalogue of Life.